# الانجد (حبيش)

تعديل مصدري - تعديل

الانجد محلة تابعة لقرية عكب، التابعة لعزلة بني الضاحتين بمديرية حبيش إحدى مديريات محافظة إب في الجمهورية اليمنية، بلغ تعداد سكانها 89 حسب تعداد اليمن لعام 2004.